# یان پستوما
جان مارکوس پُستوما (به انگلیسی: Jan Marcus Posthuma) (زاده ۱۱ ژوئن ۱۹۶۳ در فریسلاند) بازیکن والیبال و سابق تیم ملی والیبال هلند است. مارکوس از بازیکنان موفق نسل طلایی هلند بود و با تیم ملی هلند به مدل طلا المپیک ۱۹۹۶ رسید.